# John Cheever
William John Cheever (Quincy, 27 maggio 1912 – Ossining, 18 giugno 1982) è stato uno scrittore statunitense.
È stato chiamato "il Čechov dei sobborghi". I suoi romanzi e racconti sono per massima parte ambientati nell'Upper East Side di Manhattan, i sobborghi della Contea di Westchester, i sei stati del New England (in vecchi villaggi del New Hampshire, del Massachusetts, del Vermont, del Connecticut, del Rhode Island e del Maine), intorno a Quincy, suo luogo natale, e in Italia, soprattutto a Roma.
È riconosciuto come uno degli scrittori più importanti del Novecento statunitense, e ricordato soprattutto per i racconti brevi, misura in cui eccelle, ma è stato anche autore di romanzi, tra cui il famoso Falconer.
Ha vinto il National Book Award per la narrativa (la prima volta nel 1958 per il romanzo The Wapshot Chronicle), e ha vinto il Premio Pulitzer per la narrativa per la raccolta The Stories of John Cheever (1979), che è stata premiata anche con il National Book Critics Circle Award per la narrativa nel 1978 e il National Book Award per la narrativa nel 1981, ex aequo con il romanzo Plains Song di Wright Morris.

## Biografia
Figlio di Frederick Lincoln Cheever, proprietario di un negozio di scarpe, e Mary Liley, la quale aprì anche lei un negozio dopo che il marito per qualche dissesto finanziario divenne etilista, John frequentò sia una scuola privata sia una pubblica, ma fu espulso (come racconterà in Expelled). Suo fratello Fred, che frequentava il Dartmouth College, dovette tornare a casa prima della laurea. Quando i genitori si separarono, i due fratelli se ne andarono a Boston. L'estate però (cominciando dal 1934) John si faceva ospitare dalla comunità artistica di Yaddo, a Saratoga Springs. Anche quando i genitori si riconciliarono non tornò a vivere con loro e stava spesso in movimento, a volte dormendo persino in automobile. Nel 1935 vendette il primo racconto (Buffalo) alla rivista The New Yorker, su cui scrisse poi con regolarità per un totale di 121 racconti.
Nel 1941 sposò Maria Winternitz, sette anni più giovane, figlia di Milton Winternitz, preside della facoltà di medicina alla Università Yale. Cheever si arruolò poi nell'esercito il 7 maggio 1942, l'anno prima di quello in cui uscì la sua prima raccolta (The Way Some People Live) che capitò nelle mani di un suo superiore militare (il maggiore Leonard Spigelgass) che in tempo di pace lavorava per la MGM. Colpito dallo stile e dal senso di meraviglia che traspariva dai suoi racconti, il maggiore riuscì a farlo trasferire agli studios della Paramount Pictures di Astoria (Queens) salvandolo dalla tragedia che colpirà la sua compagnia d'armi, praticamente distrutta durante lo Sbarco in Normandia.
Intanto, nel 1943, nasce la figlia Susan, che sposerà lo storico Robert Cowley e diventerà anche lei scrittrice. Dopo la guerra, Cheever si trasferisce con la famiglia in un appartamento di 400East 59th Street, vicino a Sutton Place, Manhattan. Nei 5 anni successivi, Cheever quasi ogni giorno indossa il suo unico vestito e prende l'ascensore per recarsi in una specie di cantina del palazzo, dove si spoglia e si mette a scrivere vestito solo con i boxer, fino all'ora di pranzo. Con un anticipo di 4.800$ della Random House e l'ammirazione di Harold Wallace Ross (1892-1951), editor alla rivista The New Yorker (nonché nel 1951 e nel 1960 con dei finanziamenti del Guggenheim Fellowship) riprende a lavorare al suo romanzo, The Holly Tree, che aveva abbandonato durante la guerra, e si trasforma quindi in scrittore, fornendo racconti (che vengono comprati anche se non sempre subito pubblicati) a un suo pubblico in crescita di ammiratori.
Intanto nel 1948 nasce il secondo figlio, Benjamin (che a sua volta diventerà scrittore e sposerà la giornalista e critica Janet Maslin). Nel 1951 la famiglia si trasferisce a Beechwood, in affitto in una tenuta di periferia dove aveva già abitato lo scrittore Richard Yates. Nel 1953 esce la seconda raccolta, The Enormous Radio. Nel 1956 il romanzo The Wapshot Chronicle (nel frattempo è passato alla casa editrice Harper & Brothers che più tardi, con una serie di fusioni, diventerà la HarperCollins). Il libro vende i diritti cinematografici e la famiglia può permettersi un lungo viaggio in Italia (dove nasce, nel 1957, il terzo figlio, Federico, che sarà professore di diritto).
Nel 1961 si trasferisce in una grande casa colonica di Ossining, sulla riva est del fiume Hudson. Nel 1964 esce The Wapshot Scandal e The Swimmer (dal quale viene tratto il film di Frank Perry Un uomo a nudo con Burt Lancaster e dove anche Cheever recita un cameo durante una festa in piscina). È in questo periodo che cominciano i problemi di alcolismo. Nonostante la consultazione con uno psichiatra (il dottor David C. Hays, che così descrive lo scrittore nei propri appunti "un uomo nevrotico, narcisista, egocentrico, senza amici, e così profondamente coinvolto dalle proprie illusioni difensive che ha inventato una moglie maniaco-depressiva"), Cheever scivola sempre più nella depressione alcolica.
Nel 1969 esce Bullet Park. Cheever tenta di riprendersi provando a instaurare una relazione extra-coniugale con l'attrice Hope Lange (1933-2003) e accettando l'insegnamento presso l'Iowa Writers' Workshop (tra i suoi studenti vi furono T.C. Boyle, Allan Gurganus e Ron Hansen), poi trasferendosi a Boston (al 71 di Bay State Road) dove gli viene offerta una cattedra alla Università di Boston. Ma Cheever continua a bere troppo. Nel 1975 il fratello Fred lo salva dopo che aveva bevuto fino quasi a suicidarsi e lo riporta dalla moglie. Con una cura presso la Smithers Alcoholic Rehabilitation Unit di New York riesce a smettere e, dal maggio 1977, non beve più.
Esce Falconer (1977), di grande successo, poi vengono raccolti i racconti nel 1978 e esce ancora Oh What a Paradise It Seems (1982), ma un tumore ai reni si diffonde al femore, bacino e vescica fino a portarlo alla morte, avvenuta il 18 giugno 1982. È sepolto al First Parish Cemetery di Norwell (Massachusetts). Dopo la morte venne rivelata la sua bisessualità, in particolare dai ricordi della figlia Susan Home Before Dark. A Personal Memoir of John Cheever by His Daughter (1984), dai diari e dalle lettere.

## Stile
I suoi temi ruotano attorno alla dualità della natura umana, a volte drammatica, come la disparità tra aspetto esterno e decoroso di un personaggio quale essere sociale e la corruzione interiore, segreta o esplosa in conflitti sociali e famigliari (spesso tra fratelli, dove i personaggi incarnano gli opposti: il chiaro e lo scuro, o la carne e lo spirito). Spesso si sofferma anche sul contrasto dato tra la sicurezza delle apparenze e della quotidianità e i timori, le insicurezze, "i demoni" che si annidano nell'animo di ognuno e che si manifestano drammaticamente all'improvviso.
Molte delle sue opere esprimono anche nostalgia per la fuga dalla vita alienante delle periferie moderne verso il recupero della tradizione e dei rapporti più diretti e complici di una comunità più naturale.
Un'altra caratteristica delle sue opere, e specialmente dei racconti, è che spesso, nonostante siano ricche di toni inquietanti, dona immancabilmente ai suoi personaggi un finale salvifico e benevolo.
John Gardner lo considerò «uno dei pochi scrittori che si possono definire dei veri artisti. La sua opera spazia da competente a impressionante sotto tutti i punti di vista: padronanza formale e tecnica, educazione dell'intelligenza, quella che chiamo "sincerità artistica" [...] e, infine, "valore", o quel che Tolstoj chiamava, senza scuse, un rapporto morale corretto dell'artista con il proprio materiale».

## Opere
- The Wapshot Chronicle (1957)
  - trad. di Marcella Hannau, Amore e la vita, Longanesi, Milano 1958
  - trad. di Vanni De Simone, Gli Wapshot, a cura di Leonardo Giovanni Luccone, Fandango libri, Roma, 2004; come Cronache della famiglia Wapshot, Feltrinelli, Milano 2012
- The Wapshot Scandal (1964)
  - trad. di Isabella Leonetti, Lo scandalo Wapshot, Garzanti, Milano 1966
  - trad. di Leonardo Giovanni Luccone, Lo scandalo Wapshot, Fandango libri, Roma 2005
- Bullet Park (1969)
  - trad. di Marcella Bonsanti, Chiodi e martello, Garzanti, Milano 1970
  - trad. di Vanni De Simone, Bullet Park, Fandango libri, Roma 2002; Feltrinelli, Milano, 2012
- Falconer (1977)
  - trad. di Ettore Capriolo, Il prigioniero di Falconer, Garzanti, Milano 1978;
  - Falconer, postfazione di Goffredo Fofi, Fandango libri, Roma 2001; Feltrinelli, Milano 2013
- Oh What a Paradise It Seems (1982)
  - trad. di Ettore Capriolo Un vero paradiso, Garzanti, Milano 1984
  - trad. di Leonardo Giovanni Luccone, Sembra proprio di stare in paradiso, Fandango libri, Roma 2007
- Critical Essays on John Cheever (a cura di R.G. Collins, 1982)
- Conversations with John Cheever (a cura di Scott Donaldson, 1987)
- The Letters of John Cheever (a cura di Benjamin Cheever, introduzione di Jay McInerney, 1988)
  - Le lettere, a cura di Benjamin Cheever, trad. Tommaso Pincio, Collana Le Comete, Feltrinelli, Milano, I ed. gennaio 2015, ISBN 978-88-07-53034-0.
- The Journals (a cura di Robert Gottlieb, introduzione di Geoff Dyer, 1991)
  - trad. di Adelaide Cioni, Una specie di solitudine, Feltrinelli, Milano 2012
- Collected Stories and Other Writings (2009, ed. Library of America)
  - trad. parziale (7 racconti) di Amalia D'Agostino Schanzer, Dry Martini, prefazione di Mario Monti, Longanesi, Milano 1962
  - trad. parziale di Marco Papi, Addio, fratello mio, Garzanti, Milano 1987
  - trad. parziale di Marco Papi, Ballata, Fandango libri, Roma 2000
  - trad. parziale di Marco Papi, Il nuotatore, prefazione di Fernanda Pivano, Fandango libri, Roma 2000
  - trad. parziale di Sergio Claudio Perroni, Oh città dei sogni infranti, Fandango libri, Roma 2003
  - trad. parziale di Leonardo Giovanni Luccone, Il rumore della pioggia a Roma, Fandango libri, Roma, 2004
  - trad. parziale Il nuotatore e altri racconti, prefazione di Fernanda Pivano, Fandango libri, Roma, 2008
  - trad. parziale (6 racconti) di Leonardo Giovanni Luccone, Racconti italiani, Fandango libri, Roma, 2009
  - trad. parziale (4 racconti) di Leonardo Giovanni Luccone, Fall River e altri racconti, Sole24Ore, Milano 2011
  - trad. parziale (13 racconti inediti), di Leonardo Giovanni Luccone, Tredici racconti, postfazione di George W. Hunt, Fandango libri, Roma, 2011
  - trad. parziale (61 racconti) di vari, I racconti, introduzione di Andrea Bajani, postfazione di Adelaide Cioni, Feltrinelli, Milano 2012

### Racconti
L'elenco dei racconti (secondo l'ed. di Collected Stories and Other Writings) comprende:
- - Preface
  - Goodbye, My Brother
  - The Common Day
  - The Enormous Radio
  - O City of Broken Dreams
  - The Hartleys
  - The Sutton Place Story
  - The Summer Farmer
  - Torch Song
  - The Pot of Gold
  - Clancy in the Tower of Babel
  - Christmas Is a Sad Season for the Poor
  - The Season of Divorce
  - The Chaste Clarissa
  - The Cure
  - The Superintendent
  - The Children
  - The Sorrows of Gin
  - O Youth and Beauty!
  - The Day the Pig Fell Into the Well
  - The Five-Forty-Eight
  - Just One More Time
  - The Housebreaker of Shady Hill
  - The Bus to St. James's
  - The Worm in the Apple
  - The Trouble of Marcie Flint
  - The Bella Lingua
  - The Wrysons
  - The Country Husband
  - The Duchess
  - The Scarlet Moving Van
  - Just Tell Me Who It Was
  - Brimmer
  - The Golden Age
  - The Lowboy
  - The Music Teacher
  - A Woman Without a Country
  - The Death of Justina
  - Clementina
  - Boy in Rome
  - A Miscellany of Characters That Will Not Appear
  - The Chimera
  - The Seaside Houses
  - The Angel of the Bridge
  - The Brigadier and the Golf Widow
  - A Vision of the World
  - Reunion
  - An Educated American Woman
  - Metamorphoses
  - Mene, Mene, Tekel, Upharsin
  - Montraldo
  - The Ocean
  - Marito in città
  - The Geometry of Love
  - The Swimmer
  - The World of Apples
  - Another Story
  - Percy
  - The Fourth Alarm
  - Artemis, the Honest Well-Digger
  - Three Stories
  - The Jewels of the Cabots
  - from The Way Some People Live
    - Summer Theatre
    - Forever Hold Your Peace
    - Of Love: A Testimony
    - The Brothers
    - Publick House
    - When Grandmother Goes
    - These Tragic Years

  - Other Stories
    - Expelled
    - The Autobiography of a Drummer
    - In Passing
    - Play a March
    - Town House
    - Roseheath
    - The National Pastime

  - Other Writings
    - What Happened
    - Moving Out
    - F. Scott Fitzgerald
    - The Melancholy of Distance
    - On Saul Bellow
    - Why I Write Short Stories
    - My Friend, Malcolm Cowley